# قائمة سفراء دولة فلسطين لدى العراق
سفير دولة فلسطين لدى العراق هو ممثل دولة فلسطين الرسمي لدى العراق، يقع مقر السفارة الفلسطينية في بغداد.

## قائمة السفراء
| الترتيب | رئيس البعثة الدبلوماسية          | تاريخ الاعتماد الدبلوماسي                                | تاريخ الانتهاء                                           | رئيس منظمة التحرير الفلسطينية | رئيس العراق     | ملاحظات               |
| --- | -------------------------------- | -------------------------------------------------------- | -------------------------------------------------------- | ----------------------------- | --------------- | --------------------- |
| تأسس مكتب ممثلية منظمة التحرير الفلسطينية في بغداد في عام 1964 وحتى عام 1988 تحول إلى سفارة دولة فلسطين لدى العراق. |                                  |                                                          |                                                          |                               |                 |                       |
| 1 | محمد داود عودة                   | 1964                                                     | 1966                                                     | أحمد الشقيري                  | عبد السلام عارف |                       |
| | فرسان الماضي (قائم بالأعمال)     | 1966                                                     | 1967                                                     | أحمد الشقيري                  | عبد الرحمن عارف |                       |
| 2 | محمود نعناعة (أبو صفوان)         | 1967                                                     | 1969                                                     | يحيى حمودة                    | عبد الرحمن عارف |                       |
| 3 | عصام محمد سخنيني                 | 1969                                                     | 1970                                                     | ياسر عرفات                    | أحمد حسن البكر  |                       |
| 4 | صبري البنا                       | 1971                                                     | 1974                                                     | ياسر عرفات                    | أحمد حسن البكر  |                       |
| | محمود أبو نافذ                   | عُين خلفًا لصبري البنا، إلا أن الأخير منعه من مباشرة عمله. | عُين خلفًا لصبري البنا، إلا أن الأخير منعه من مباشرة عمله. | ياسر عرفات                    | أحمد حسن البكر  |                       |
| | عبد الله العواد (قائم بالأعمال)  | 1974                                                     | 1979                                                     | ياسر عرفات                    | أحمد حسن البكر  |                       |
| 5 | عزام نجيب مصطفى أحمد             | 1979                                                     | 1994                                                     | ياسر عرفات                    | صدام حسين       |                       |
| 6 | غ/م                              |                                                          |                                                          | ياسر عرفات                    | صدام حسين       |                       |
| | دليل ميخائيل قسوس(قائم بالأعمال) | 2003                                                     | 2010                                                     | ياسر عرفاتمحمود عباس          |                 |                       |
| 7 | دليل ميخائيل قسوس                | 2010                                                     | 20 يوليو 2013                                            | محمود عباس                    | جلال طالباني    | تُوفي في 20 يوليو 2013 |
| 8 | أحمد بدر إبراهيم عقل             | 2013                                                     | سبتمبر 2023                                              | محمود عباس                    | جلال طالباني    |                       |
| 9 | أحمد الرويضي (Q122877813)        | 26 سبتمبر 2023                                           | لا يزال                                                  | محمود عباس                    | عبد اللطيف رشيد |                       |

## قائمة القناصل لدى أربيل
| الترتيب                                                            | رئيس البعثة الدبلوماسية  | تاريخ الاعتماد الدبلوماسي | تاريخ الانتهاء | رئيس دولة فلسطين | رئيس حكومة أربيل |
| ------------------------------------------------------------------ | ------------------------ | ------------------------- | -------------- | ---------------- | ---------------- |
| تأسست القنصلية الفلسطينية العامة في إقليم كردستان العراق عام 2011. |                          |                           |                |                  |                  |
| 1                                                                  | نظمي حزوري (Q107012594)  | 2011                      | يناير 2025     | محمود عباس       |                  |
| 2                                                                  | ماهر الكركي (Q120972823) | 24 فبراير 2025            | لا يزال        | محمود عباس       |                  |